# Walter Babcock Swift

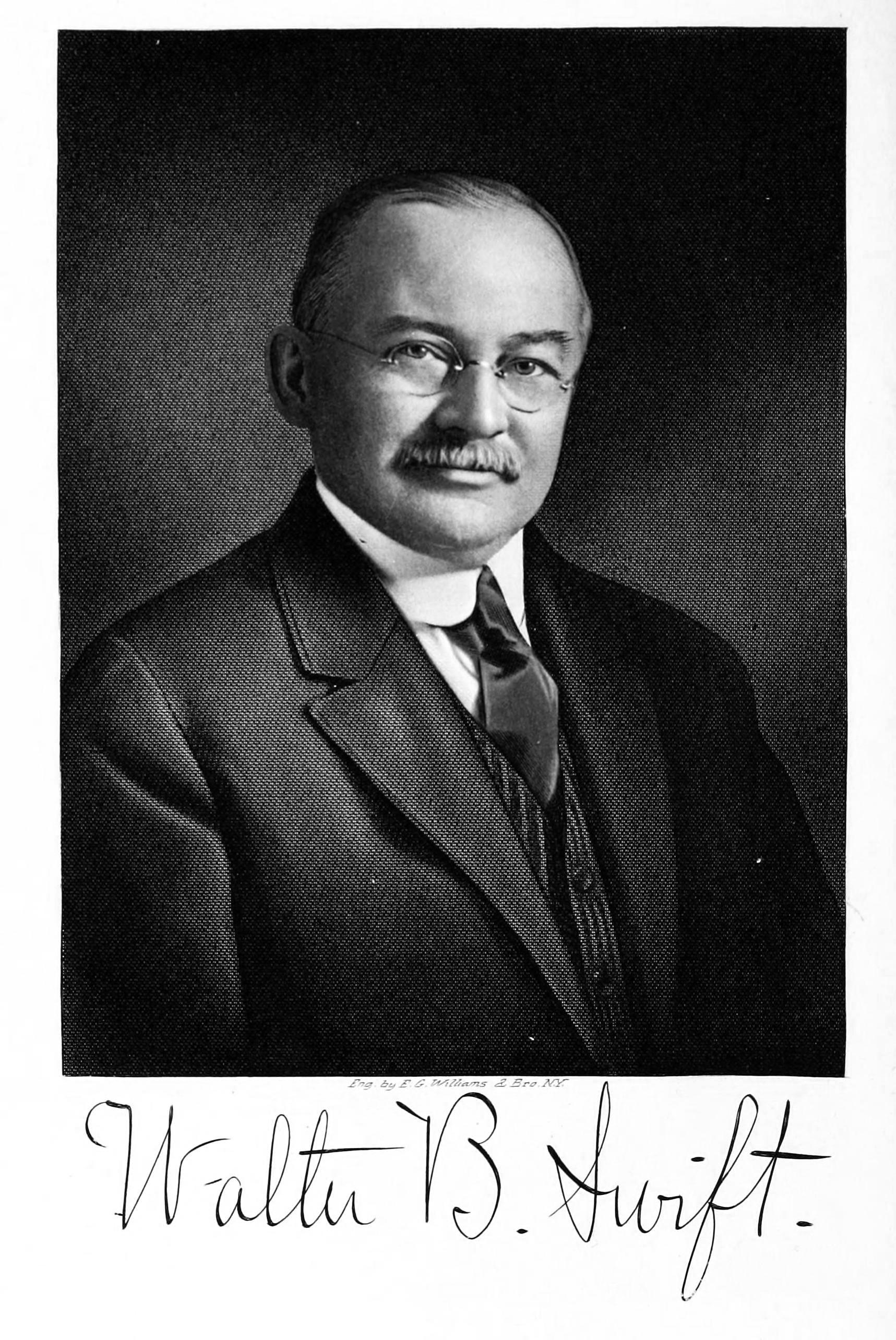
Walter Babcock Swift

Walter Babcock Swift (ur. 24 grudnia 1868 w Genewie, zm. 1942) – amerykański lekarz, laryngolog i neurolog.
Absolwent Newton High School i Mr. Hopkinson's School w Bostonie. Ukończył też tamtejszy Emerson College of Oratory. Przez następne cztery lata, do 1901, studiował w Harvard College. Od 1901 do 1903 studiował w Lawrence Scientific School of Harvard College, gdzie otrzymał tytuł S.B. z higieny. W 1907 ukończył Harvard Medical School. Od 1906 do 1907 odbył staż w Long Island Hospital. W latach 1907–1910 w Berlinie, gdzie uczył się u Ziehena, Cohna, Forstera, Oppenheima, Liepmanna i Schustera. Potem przez rok odbywał kurs neuropatologii w laboratorium Louisa Jacobsohna-Laska.

## Wybrane prace
- Speech Defects in School Children and How To Treat Them. Boston, NY and Chicago Houghton Mifflin Co. 1918
- Further analysis of the voice sign in chorea (1914)
- A voice sign in chorea: preliminary report (1914)
- The speech in medicine. A.R. Elliott 1929
- The points in Jendrassik's method of eliciting the patella reflex (1913)
- Essential phases of psychology for medical schools (1917)
- A psychological analysis of stuttering. R. G. Badger, The Gorham press, 1915